# 混杂堆积
混杂堆积（英語：olistostrome）是一種沉積物，由混雜的非均質物質，例如巨砾和泥土組成。它是經由海底重力滑動或未固結沉積物的滑塌作用造成的半流體堆積而成。 它的規模能足以製圖的地層單元。但缺乏真正的層理，與正常的層理的地層互層，如同在西西里島中部的新生代盆地的混雜岩。 olistostrome 一詞源自希臘語.